# Жулкев (Люблінське воєводство)
Жулкев (пол. Żółkiew) — село в Польщі, у гміні Жулкевка Красноставського повіту Люблінського воєводства.
Населення — 187 осіб (2011).
У 1975-1998 роках село належало до Замойського воєводства.

## Демографія
Демографічна структура станом на 31 березня 2011 року:
|          | Загалом | Допрацездатний вік | Працездатний вік | Постпрацездатний вік |
| -------- | ------- | ------------------ | ---------------- | -------------------- |
| Чоловіки | 91      | 25                 | 55               | 11                   |
| Жінки    | 96      | 16                 | 47               | 33                   |
| Разом    | 187     | 41                 | 102              | 44                   |